# Khaniyadhana
Khaniyadhana (o Khaniadhana) è una suddivisione dell'India, classificata come nagar panchayat, di 12.595 abitanti, situata nel distretto di Shivpuri, nello stato federato del Madhya Pradesh. In base al numero di abitanti la città rientra nella classe IV (da 10.000 a 19.999 persone).

## Geografia fisica
La città è situata a 25° 1' 0 N e 78° 7' 60 E e ha un'altitudine di 374 m s.l.m..

## Società

### Evoluzione demografica
Al censimento del 2001 la popolazione di Khaniyadhana assommava a 12.595 persone, delle quali 6.589 maschi e 6.006 femmine. I bambini di età inferiore o uguale ai sei anni assommavano a 2.416, dei quali 1.247 maschi e 1.169 femmine. Infine, coloro che erano in grado di saper almeno leggere e scrivere erano 7.295, dei quali 4.486 maschi e 2.809 femmine.